# Boží ruka

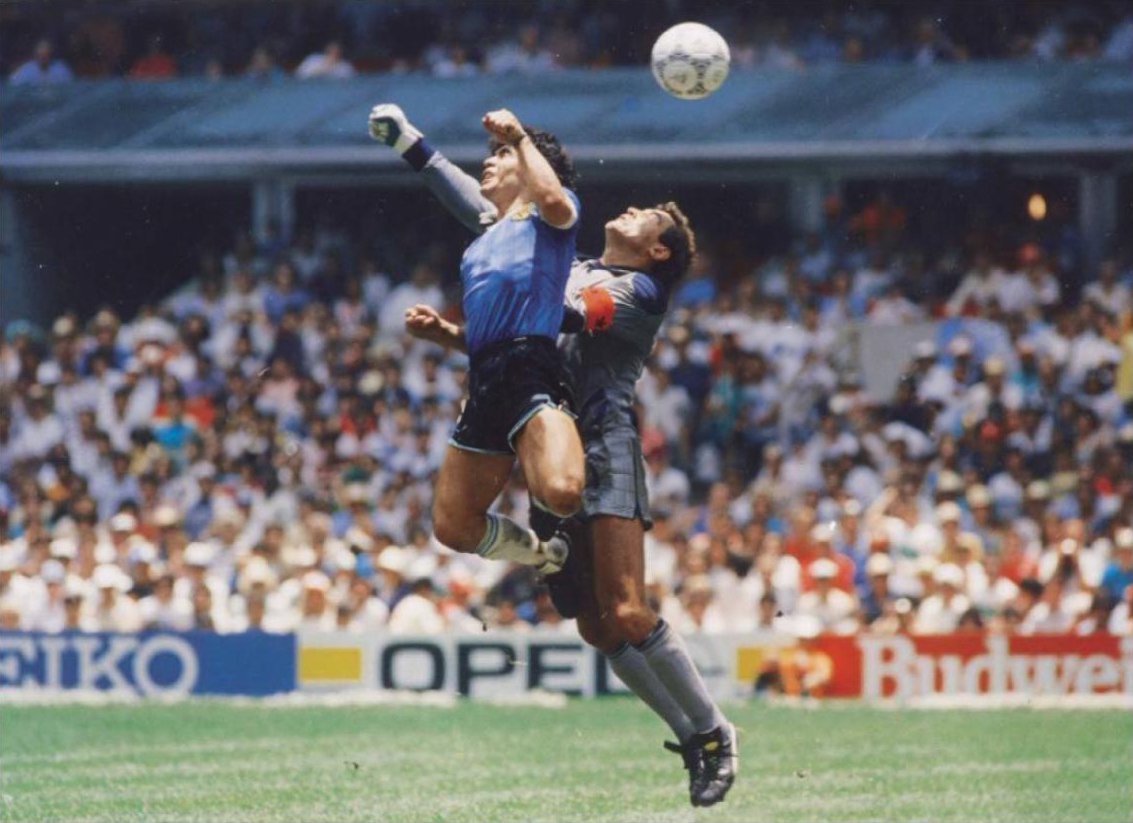
Souboj Diega Maradony s brankářem Peterem Shiltonem

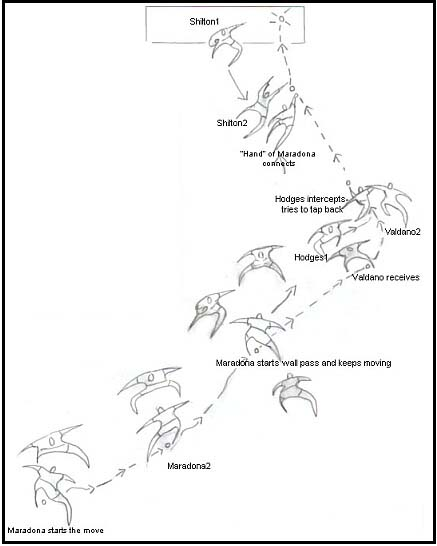
Nákres gólové situace

Jako „boží ruka“ je označován gól, který při čtvrtfinálovém zápase fotbalového mistrovství světa v Mexiku na Aztéckém stadioně v roce 1986 mezi Argentinou a Anglií vstřelil argentinský útočník Diego Maradona.
Ke kontroverznímu momentu došlo v 52. minutě zápasu, kdy po Maradonově průniku středem hřiště přizvedl míč Angličan Steve Hodge a v pokutovém území došlo ke vzdušnému souboji argentinského útočníka s brankářem Shiltonem, po kterém se balon odrazil do branky. Někteří Angličané ihned reklamovali Maradonovo hraní rukou, avšak tuniský rozhodčí Ali Bennaceur po krátkém váhání tento gól vsítěný v rozporu s pravidly uznal. Argentina i díky tomu nakonec vyhrála 2:1 a postoupila do semifinále. Gól a celý zápas vešly do fotbalové historie.
V reakci na bezprostřední protesty anglického trenéra Bobbyho Robsona Maradona prohlásil:„Regulérnější gól jsem v životě nedal.“ Argentinec po dlouhou dobu popíral, že by zahrál rukou a tvrdil, že to byla „trošku Maradonova hlava a trošku boží ruka“. Ve své autobiografii z roku 2002 se ke vstřelení gólu rukou přiznal a prohlásil: „Teď cítím, že mohu říct, co jsem tehdy nemohl. V té době jsem tomu říkal 'Boží ruka'. Blbost! Nebyla to Boží ruka, byla to Diegova ruka! Bylo to, jako bych Angličany okrádal.“ V roce 2008 se Maradona omluvil a řekl, že kdyby mohl vrátit čas, tak by tuto akci nezopakoval.